# Гая Каукі
Гая Каукі (нар. 19 листопада 2002 року, Мджарр, Мальта) — мальтійська співачка. Переможниця дитячого пісенного конкурсу Євробачення 2013.

## Інтернет-ресурси
- Gaia Cauchi — Participant Profile [Архівовано 24 вересня 2014 у Wayback Machine.] on the official site of the Junior Eurovision Song Contest